# Stepped Up and Scratched
Stepped Up and Scratched è un album di remix del gruppo musicale britannico Asking Alexandria, pubblicato il 21 novembre 2011 dalla Sumerian Records.

## Descrizione
Il disco contiene versioni remixate di alcuni brani originariamente tratti dai primi due album Stand Up and Scream e Reckless & Relentless curati da vari produttori e gruppi musicali, tra cui Borgore, Celldweller e i Sol Invicto, progetto di Stephen Carpenter dei Deftones.

## Tracce
1. A Single Moment of Sincerity (KC Blitz Remix) – 4:33
2. Another Bottle Down (Tomba Remix) – 4:09
3. Reckless & Relentless (Document One Remix) – 5:18
4. I Was Once, Possibly, Maybe, Perhaps a Cowboy King (Robotsonics Remix) – 5:31
5. To the Stage (Bare Remix) – 3:29
6. A Lesson Never Learned (Celldweller Remix) – 3:45
7. The Final Episode (Let's Change the Channel) (Borgore Remix) – 4:12
8. A Candlelit Dinner with Inamorta (RUN DMT Remix) – 4:14
9. If You Can't Ride Two Horses at Once... You Should Get Out of the Circus (Noah D Remix) – 3:53
10. I Used to Have a Best Friend (but Then He Gave Me an STD) (Big Chocolate Remix) – 4:45
11. Dear Insanity (Revaleso Remix) – 4:38
12. Not the American Average (J.Rabbit Remix) – 4:55
13. Morte et dabo (Sol Invicto Remix) – 5:26
14. Closure (Mecha Remix) – 4:11
15. A Prophecy (Big Chocolate Remix) – 4:27
16. A Lesson Never Learned (Sol Invicto Remix) – 4:41

## Formazione
Hanno partecipato alle registrazioni, secondo le note di copertina:
Gruppo
- Danny Worsnop – voce
- Ben Bruce – chitarra, voce
- Cameron Liddell – chitarra
- Sam Bettley – basso
- James Cassells – batteria

Produzione
- Joey Sturgis – produzione, ingegneria, missaggio e mastering tracce originarie
- Will Putney – mastering tracce remix
- KC Blitz – remix (traccia 1)
- Tom Melloul aka Tomba – remix e produzione aggiuntiva (traccia 2)
- Matt King – remix e produzione aggiuntiva (traccia 3)
- Joseph Fround – remix e produzione aggiuntiva (traccia 3)
- Robotsonics – remix (traccia 4)
- Bare – remix (traccia 5)
- Klayton – remix e produzione aggiuntiva (traccia 6)
- Asaf Borgore – remix (traccia 7)
- Run OMT – remix (traccia 8)
- Noah Dickinson – remix (traccia 9)
- Big Chocolate – remix (tracce 10 e 15)
- Joe Buras – remix (traccia 11)
- Jeff Trunick – remix (traccia 12)
- Sol Invicto – altered beats (tracce 13 e 16)
- Lee McKinney – remix (traccia 14)